# Hola mundo (álbum de Tan Biónica)
Hola mundo es el cuarto y último álbum de estudio del grupo musical argentino Tan Biónica. Fue lanzado el 18 de mayo de 2015. La edición de este trabajo representó para el grupo una nueva etapa, dado que fue el primero en ser lanzado simultáneamente en Argentina y otros países hispanoamericanos, a través del sello Universal Music Group, con el cual habían firmado contrato en marzo de 2014. Además, según el bajista y director musical del grupo, Bambi, también fue "una aventura musical diferente" donde las canciones tuvieron "otro rumbo, otros riesgos". Contó con la participación de la Orquesta Filarmónica de Praga en algunas canciones.
A pesar de que el álbum recibió varias condecoraciones (entre ellas los discos de oro y platino) y de vender más 30 mil copias físicas, el álbum no igualó las ventas de los álbumes anteriores de Tan Biónica, debido a que la atención mediática que generó Chano en sus accidentes automovilísticos durante agosto de 2015 y posteriormente en marzo de 2016 centraron las miradas en él. Luego de esto el grupo musical se llama a silencio, sin realizar presentaciones ni ensayos hasta el 19 de abril donde anunciarían en las redes sociales del grupo un parate, aclarando que no realizarán funciones en vivo por un tiempo.

## Grabación
Su grabación tuvo lugar principalmente en los estudios Unísono y Romaphonic de la ciudad de Buenos Aires, la producción estuvo plenamente a cargo de la banda, las mezclas se realizaron en After Hours Studios de Los Ángeles junto al reconocido productor español Rafa Sardina (quien ha trabajado con figuras como Madonna, Michael Jackson, Stevie Wonder y The Rolling Stones), y fue masterizado en Lurssen Mastering por Gavin Lurssen.

## Crítica y polémica
Considerado por la crítica especializada "el comienzo de una transformación" que ponía al grupo musical "a la altura de sus nuevas ambiciones", su difusión quedó, sin embargo, opacada por un accidente automovilístico que protagonizó el vocalista Chano el 5 de agosto de 2015. Esto llevó a que se postergaran los conciertos que la el grupo tenía programados del 13 al 16 de agosto en el Luna Park como presentación oficial del álbum, que finalmente se realizaron del 28 de septiembre al 1º de octubre. Dicha seguidilla de conciertos fue presentada como La vuelta al mundo 360 Experience.
Se esperaba que, como con sus trabajos anteriores, el grupo realizara una gira musical a nivel nacional e internacional durante 2016, pero esto no fue posible debido al parate que establecieron los integrantes.

## Lista de canciones
Todas las letras escritas por Chano.
| Hola mundo |                                                 |                 |          |  |
| N.º        | Título                                          | Música          | Duración |  |
| 1.         | «Hola mundo» (Instrumental)                     | Bambi · Edy Lan | 1:16     |  |
| 2.         | «Tus horas mágicas» (Grabado en agosto de 2014) | Tan Biónica     | 2:40     |  |
| 3.         | «Las cosas que pasan»                           | Chano · Bambi   | 3:41     |  |
| 4.         | «La manera que eligió para matarme»             | Chano · Bambi   | 3:02     |  |
| 5.         | «Un poco perdido» (con Juanes)                  | Chano · Bambi   | 4:39     |  |
| 6.         | «700 toneladas»                                 | Bambi           | 4:12     |  |
| 7.         | «Hola mi vida»                                  | Tan Biónica     | 3:32     |  |
| 8.         | «A.M.E.R.I.C.A.»                                | Bambi           | 3:34     |  |
| 9.         | «Víctimas»                                      | Chano · Bambi   | 3:59     |  |
| 10.        | «La otra manera»                                | Chano · Bambi   | 4:24     |  |
| 11.        | «No me atreví a sugerirte que te mueras»        | Bambi           | 2:12     |  |
| 37:11      |                                                 |                 |          |  |

## Créditos
- «Hola mundo»
  - Música: Bambi y Edy Lan
  - Músicos invitados: Orquesta Filarmónica de Praga (Tomas Kirschner -preparación musical-, Adam Klemens -conductor- y Petr Pycha - director de grabación y contratista de orquesta-).

- «Tus horas mágicas»
  - Letra: Chano
  - Música: Chano, Bambi, Diega y Seby
  - Músico invitado: Juan Manuel Romero (guitarra).

- «Las cosas que pasan»
  - Letra: Chano
  - Música: Chano y Bambi
  - Músicos invitados: Mariano Campoliete (voz), Javier Calequi (guitarra), Germán Guarna (piano), Orquesta Filarmónica de Praga (Tomas Kirschner -preparación musical-, Adam Klemens -conductor- y Petr Pycha - director de grabación y contratista de orquesta-) y Sergio Wagner (corno francés).

- «La manera que eligió para matarme»
  - Letra: Chano
  - Música: Chano y Bambi
  - Músicos invitados: Mariano Campoliete (voz), Juan Canosa (trombón y tuba), Germán Guarna (synth), Richard Nant (trompeta y fluguel), Martín Pomares (guitarra), Juan Manuel Romero (guitarra), Juan Cruz de Urquiza (trompeta) y Sergio Wagner (corno francés y fluguel).

- «Un poco perdido» (con Juanes)
  - Letra: Chano
  - Música: Chano y Bambi
  - Músicos invitados: Mariano Campoliete (voz), Germán Guarna (piano y flute), Ignacio Macaluse (percusión) y Nikko Taranto (batería).

- «700 toneladas»
  - Letra: Chano
  - Música: Bambi
  - Músicos invitados: Mariano Campoliete (voz), Juan Canosa (trombón y tuba), Richard Nant (trompeta y fluguel), Martín Pomares (guitarra), Juan Cruz de Urquiza (trompeta) y Sergio Wagner (corno francés y fluguel).

- «Hola mi vida»
  - Letra: Chano
  - Música: Chano, Bambi, Diega y Seby

- «A.M.E.R.I.C.A.»
  - Letra: Chano
  - Música: Bambi
  - Músicos invitados: Gerardo Farez (synth), Germán Guarna (synth) y Juan Manuel Romero (guitarra).

- «Víctimas»
  - Letra: Chano
  - Música: Chano y Bambi
  - Músico invitado: Juan Manuel Romero (guitarra).

- «La otra manera»
  - Letra: Chano
  - Música: Chano y Bambi
  - Músico invitado: Juan Manuel Romero (guitarra).

- «No me atreví a sugerirte que te mueras»
  - Letra: Chano
  - Música: Bambi

- Producción artística: Bambi y Diega
- Producción ejecutiva y management: Guido Iannaccio
- Grabado en Romaphonic, Unísono Estudio, La siesta del Fauno y Czech TV Music Studio entre septiembre y diciembre de 2014.
- Mezclado en After Hours Studios (Los Ángeles, CA) por Rafa Sardina.
- Masterizado en Lurssen Mastering (Los Ángeles, CA) por Gavin Lurssen.
- Ingenieros de grabación: Emiliano Sasal, Martín Pomares, Rafa Sardina, Milan Jilek, Pablo Gil y Lucas Romeo.
- Asistentes de grabación: Ignacio Macaluse, Eric Gisao Kamatsu, Frank Rodríguez y Roman Sklenar.
- Drum tech: Nikko Taranto
- Synth tech: Gerardo Farez y Ernesto Romeo.
- Arte, diseño y fotografía: Camboya Digital Media
- Administración: Sabrina Iannaccio
- Asistencia técnica: Joko Granja y Maximiliano Syriani.

## Posicionamiento en listas
| Listas (2015)     | Mejor posición |
| ----------------- | -------------- |
| Argentina (CAPIF) | 1              |